# The Dig (film)
Pour les articles homonymes, voir The Dig et Dig.
Pour plus de détails, voir Fiche technique et Distribution.
The Dig est un film britannique réalisé par Simon Stone, sorti en 2021.
Il s'agit de l'adaptation du roman du même titre de John Preston, lui-même inspiré des évènements liés à la découverte du site de Sutton Hoo.

## Synopsis

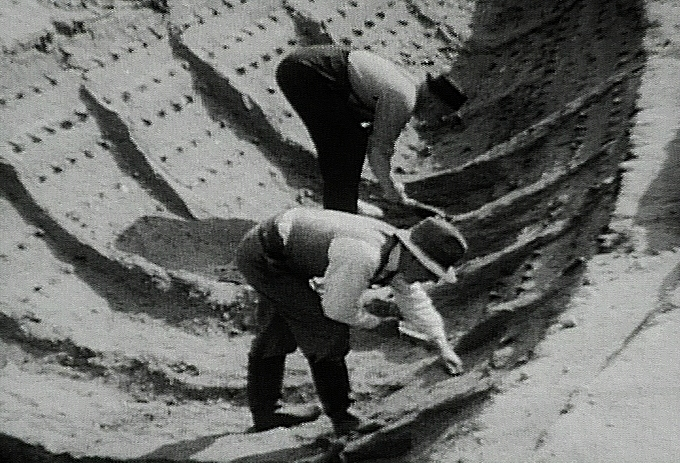
Photographie des fouilles de 1939, reconstituées dans le film.

En 1939, Edith Pretty, une veuve vivant dans une immense propriété près de Woodbridge au Royaume-Uni, engage le terrassier Basil Brown, archéologue autodidacte ayant travaillé pour le musée d'Ipswich, pour faire des fouilles sur son terrain. On y trouve en effet des tertres qui pourraient être des tumulus.
Basil Brown commence alors à dégager ce qui s'avère être un bateau-tombe de l'époque anglo-saxonne. La découverte est d'importance, et Charles Phillips, éminent archéologue envoyé par le British Museum, reprend la responsabilité du chantier. Le temps presse, car la guerre imminente entraînera l'arrêt de tous les chantiers de fouilles archéologiques.
Les fouilles permettent de retrouver des objets précieux qu'Edith Pretty, dont la santé se détériore, donnera au British Museum. Lors du générique de fin, il est précisé que le trésor restera caché dans le métro de Londres pendant la guerre, et qu'il ne sera montré au public que neuf ans après le décès d'Edith Pretty. Le rôle de Basil Brown dans cette découverte n'a été reconnu que récemment.

## Fiche technique
Sauf indication contraire, les informations mentionnées dans cette section peuvent être confirmées par les bases de données cinématographiques IMDb et Allociné,  présentes dans la section « Liens externes ».
- Titre original : The Dig
- Réalisation : Simon Stone
- Scénario : Moira Buffini, d'après le roman de John Preston
- Musique : Stefan Gregory
- Décors : Maria Djurkovic
- Costumes : Alice Babidge
- Photographie : Mike Eley
- Montage : Jon Harris
- Production : Carolyn Blackwood, Murray Ferguson, Gabrielle Tana et Anne Sheehan
- Sociétés de production : Clerkenwell Films et Magnolia Mae Films
- Société de distribution : Netflix
- Pays de production :  Royaume-Uni
- Langue originale : anglais
- Genre : drame historique
- Durée : 112 minutes
- Dates de sortie : 
  - Monde : 29 janvier 2021 (sur Netflix)[1]

## Distribution
Sauf indication contraire, les informations mentionnées dans cette section peuvent être confirmées par les bases de données cinématographiques IMDb et Allociné,  présentes dans la section « Liens externes ».
- Carey Mulligan (VF : Hélène Bizot) : Edith Pretty, la propriétaire
- Ralph Fiennes (VF : Bernard Gabay) : Basil Brown, l’archéologue amateur
- Lily James (VF : Alexia Papineschi) : Peggy Preston
- Arsher Ali : William Grimes
- Ben Chaplin (VF : Arnaud Arbessier) : Stuart Piggott, archéologue
- Paul Ready : James Reid Moir, archéologue
- Peter MacDonald : Guy Maynard, conservateur du musée d'Ipswich
- Danny Webb : John Grateley
- Johnny Flynn : Rory Lomax, le cousin d'Edith Pretty, photographe
- Ken Stott (VF : Patrice Dozier) : Charles Phillips, l'archéologue du British Museum
- Archie Barnes (VF : Marius Blivet) : Robert Pretty, le fils d’Edith Pretty
- Monica Dolan : May Brown, la femme de Basil Brown
- Robert Wilfort : Billy Lyons
- Stephen Worrall : le pilote du bateau
- Joe Hurst : John Jacobs
- Eamon Farren : John Brailsford

## Production
En septembre 2018, Nicole Kidman et Ralph Fiennes sont annoncés en négociations pour rejoindre le film.
En août 2019, Nicole Kidman n'est plus impliquée dans le film. Son rôle revient alors à Carey Mulligan. Initialement détenus par BBC Films, les droits de distribution reviennent à Netflix. Lily James est confirmée le mois suivant. En octobre 2019, Johnny Flynn, Ben Chaplin, Ken Stott ou encore Monica Dolan rejoignent eux aussi la distribution.
Le tournage a lieu à Shackleford dans le Surrey, en septembre 2019,.

## Accueil
Le film obtient un taux de 88% de critiques positives sur un total de 139 sur le site Rotten Tomatoes.